# Ziva Henry
Ziva Henry (31 mei 2004) is een voetbalspeelster uit Nederland. Ze speelt als middenvelder voor ADO Den Haag in de Vrouwen Eredivisie.

## Clubcarrière
Henry maakte op 25 april 2021 haar debuut voor Ajax in de Vrouwen Eredivisie. Sinds 2023 kwam ze uit voor competitiegenoot Feyenoord. In mei 2025 maakte Feyenoord bekend dat het aflopende contract van Henry niet werd verlengd. Ze maakte de overstap naar ADO Den Haag.

## Statistieken
| Seizoen | Club         | Land      | Competitie         | Wedstrijden | Doelpunten |
| ------- | ------------ | --------- | ------------------ | ----------- | ---------- |
| 2020/21 | Ajax         | Nederland | Vrouwen Eredivisie | 2           | 0          |
| 2023/24 | Feyenoord    | Nederland | Vrouwen Eredivisie | 16          | 0          |
| 2024/25 | Feyenoord    | Nederland | Vrouwen Eredivisie | 0           | 0          |
| 2025/26 | ADO Den Haag | Nederland | Vrouwen Eredivisie | 0           | 0          |
| Totaal  | Totaal       | Totaal    | Totaal             | 18          | 0          |

Bijgewerkt t/m 29 juli 2025.

## Interlandcarrière
Henry speelde voor Oranje O15 en Oranje O16.
1 Lorsheijd ·
2 Vonk ·
4 Pijnacker Hordijk ·
6 Raaijmakers  ·
11 Viehoff ·
11 Susanna ·
14 Remmers ·
15 Van den Ende ·
19 Boerboom ·
20 Van Mierlo ·
21 Burgers ·
23 Dupon ·
24 Van Egmond ·
35 Bol ·
Blom ·
Koeleman ·
Prins ·
Coach: Glotzbach
Assistent-coach: Van Tol